# ハンガー・ゲーム
『ハンガー・ゲーム』(The Hunger Games) は、アメリカの作家スーザン・コリンズによるヤングアダルト小説。2008年9月14日にハードカバーの初版が発行された。ペーパーバック、オーディオブック、電子書籍でも出版されている。初版発行部数は当初予定の5万部から増えて20万部を数える。26の言語に翻訳されており、38の地域で版権が売却された。本書は4部作の第1作であり、2009年に第2作『ハンガー・ゲーム2 燃え広がる炎』(Catching Fire)、2010年に最終作『ハンガー・ゲーム3 マネシカケスの少女』(Mockingjay) がそれぞれ発表された。

## 概要
文明崩壊後の北アメリカに位置する国家パネムを舞台に、16歳の少女カットニス・エヴァディーンの一人称視点で書かれている。パネムはキャピトルと呼ばれる高度に発達した都市によって政治的に統制されている。「ハンガー・ゲーム」とは、キャピトルを囲む12の地区から、各地区ごとに男女1人ずつくじ引きで選出された12歳から18歳までの24人が、テレビ中継される中で最後の1人が残るまで殺し合いを強制される、1年に一度のイベントを指す。
本書はそのストーリーやキャラクターの造形から、スティーヴン・キングら著名な書評家や作家によって概ね高い評価を得た。著者によると、本書のテーマはギリシア神話と現代のリアリティ番組が基になっている。本書はカリフォルニア・ヤング・リーダー・メダルをはじめとする多くの賞を受賞したほか、『パブリッシャーズ・ウィークリー』などの年間ベストに名を連ねた。
ゲイリー・ロスが監督を務め、コリンズ自身が共同脚本と共同製作を務めた映画化作品は、2012年に公開された。

## 着想
コリンズは、テレビのチャンネルを切り替えているときに『ハンガー・ゲーム』のアイディアを思いついたと述べている。一方のチャンネルではリアリティ番組で競争する人々が、もう一方のチャンネルではイラク戦争の模様が映されており、両者の境界が曖昧になっていくのを感じたという。ギリシア神話のテーセウスの物語が主人公カットニスの造形に影響を与えたほか、古代ローマの剣闘士の試合がハンガー・ゲームの基礎になった。また、父をベトナム従軍で失った著者の体験が、11歳で父を失くすカットニスの物語に影響している。

## ストーリー
明かされない原因によって文明が崩壊した後の北アメリカに位置する国家パネム。この国はキャピトルと呼ばれる都市の富裕層によって支配されており、キャピトルを囲む12の恵まれない地区はキャピトルの統制下にある。
第13地区の壊滅という結果を生んだキャピトルに対する叛乱への制裁として始まった年に一度のイベント「ハンガー・ゲーム」で、各地区から男女1人ずつくじ引きで選ばれる12歳から18歳までの「贄 (いけにえ)」と呼ばれる24人は、キャピトルが監視する下、野外 (屋内の場合もある)の広大な競技場で最後の1人になるまでの殺し合いに参加させられる。かつてアパラチアと呼ばれた石炭が豊富な地域にある第12地区で行われた第74回ハンガー・ゲームのためのくじ引きで、16歳の少女カットニス・エヴァディーンは幼い妹プリムローズの身代わりに出場を志願する。男の贄には、カットニスのかつての級友、ピータ・メラークが選ばれる。カットニスは過去に一度、家族が飢えていたときにピータからパンを分け与えられたことがあった。
キャピトルへ連れられた2人は、酒気を帯びた第50回大会の勝者ヘイミッチ・アバーナシーに他の贄の強さと弱点を見抜く方法などを指導される。贄たちは各々に「スタイリスト」が充てられ、カットニスは彼女の担当であるシナに共感を抱く。贄たちはシーザー・フリッカーマンという司会者とのインタビューにより、キャピトルの観客に姿を晒される。このとき、贄たちは大会中に食料などの救援物資を提供する「スポンサー」を得るため、自分を観客に売り込むことを余儀なくされる。ピータはインタビューの中で、長年カットニスに想いを寄せていたことを明かすが、カットニスはこれをピータのスポンサーを得るための策略だと判断する。
大会初日に贄の半数近くが殺される中、狩猟や生存の技術に長けたカットニスは無傷で隠れることに成功していた。数日目、カットニスは農業が盛んな第11地区出身の12歳の少女ルーに妹の面影を見出し、2人は共闘を決める。一方、より恵まれた地域の集団と行動をともにしていたピータだったが、集団がカットニスと遭遇すると、ピータは危険を冒して彼女を救う。しかし、カットニスとルーの共闘は突然終わりを告げる。ルーを殺した贄を弓矢で退治したカットニスは彼女を歌と花で弔い、キャピトルに対する憎悪を強くする。
カットニスとピータを「結ばれぬ恋人たち」とみなす観客の期待に沿うかたちで、大会半ばにしてルールの変更がアナウンスされる。同じ地区の贄どうしならば生存者が2人でも勝者として認めるというものだ。カットニスはピータを捜し、負傷した彼を見つける。彼を看病する中で、カットニスは観客やスポンサーから好感を誘うため、ピータへの恋慕を装う。最終的に2人が最後の生存者となると、主催者はさらなる劇的な展開を予期して前言を翻し、1人のみを勝者とすると発表する。主催者が勝者のいないのを嫌うであろうことを見抜いたカットニスは猛毒のある木の実をピータに渡し、2人で心中を試みる。これに気づいた主催者は慌てて大会を中止し、2人を勝者と認める。
試練をくぐり抜けたカットニスはキャピトルの熱烈な歓迎を受けるが、ヘイミッチは彼女に警告する。彼女は公衆の面前で体制に歯向かった反逆者として、政治的な攻撃対象になっているというのだ。ピータは彼女の行動が計算に基づいていたことを知って心砕かれるが、カットニスもまた彼と離れてしまうことに恐れを感じているのだった。

## 出版
『ハンガー・ゲーム』は2008年9月14日にアメリカでハードカバーとして初めて出版された。2008年10月1日にはキャロリン・マコーミックの朗読によるオーディオブックがリリースされた。トレード・ペーパーバック版の書籍は2010年7月6日に刊行された。同書は3部作の第1作であり、続編の『ハンガー・ゲーム2 燃え広がる炎』(Catching Fire) は2009年9月1日、『ハンガー・ゲーム3 マネシカケスの少女』(Mockingjay) は2010年8月24日にそれぞれ発行された。
日本では2009年10月16日に『ハンガー・ゲーム』の単行本が、2012年7月6日にはその文庫版上下巻が発売された。『ハンガー・ゲーム2 燃え広がる炎』は2012年9月7日、『ハンガー・ゲーム3 マネシカケスの少女』は2012年11月2日、文庫本として上下巻が発売された。いずれもメディアファクトリーの発行、河井直子の翻訳による。また、2018年4月13日、4月27日にはAudibleから『ハンガー・ゲーム』、5月11日、5月25日には『ハンガー・ゲーム2 燃え広がる炎』、6月8日、6月22日には、『ハンガー・ゲーム3 マネシカケスの少女』上下巻日本語版のオーディオブックが配信開始。ナレーションは、川島悠美（第1巻)、柚木尚子（第2巻、第3巻)。
ティム・オブライエンがデザインした『ハンガー・ゲーム』の表紙は、作中に登場するマネシカケスと呼ばれる架空の鳥を象っている。日本の単行本の表紙は桂明日香による独自のものとなっているが、文庫本ではいずれもオブライエンのアートワークが使われている。

### 売り上げ
本書執筆後の2006年、コリンズはスコラスティックと数十万ドル規模の契約を交わした。初版発行部数は当初5万部が予定されていたのに対し、最終的に4倍の20万部が発行された。2010年2月の時点で80万部以上を売り上げ、38の地域で版権が売却された。2008年9月から2010年9月まで102週に亘り『ニューヨーク・タイムズ』のベストセラーリストに名を連ねた。映画化作品が公開された2012年3月時点で、『USAトゥデイ』のリストには135週連続で載り続けており、発行元によると全種類を合わせた書籍の売り上げは2600万ドルに上る。
3部作は電子書籍で特に驚異的な売り上げを見せており、2012年3月、コリンズは最も多くAmazon Kindle向け電子書籍を売り上げた著者となった。

## 評価
『ハンガー・ゲーム』は批評家から概ね高い評価を得た。スティーヴン・キングは『エンターテインメント・ウィークリー』に寄せた書評で、同書を「『動いたら撃つ』ビデオゲームのように中毒的」と讃えながらも、「大人より子供の方が素直に受け容れやすいような著者の怠惰」が見られるとして「B」の評価を付けた。『アラスカを追いかけて』の著者ジョン・グリーンは『ニューヨーク・タイムズ』の中で本書を「本のコンセプトが独創的なわけではない」し、「筆致に目を見張るものがあるわけでもない」としながらも、「説得力ある緻密な世界観の構築と印象深く複雑で魅力的なヒロイン」、そして「鮮やかなプロットと完璧なペースを具えている」と評した。『タイム』のレヴ・グロスマンはコリンズの飢えや暴力の描写を讃え、本書の暴力をグリム兄弟のそれに通じると記した。2008年9月、『トワイライト』シリーズの著者ステファニー・メイヤーは自身のウェブサイトで『ハンガー・ゲーム』を夢中で読んだことを明かした。
『ハンガー・ゲーム』は高見広春による1999年の小説『バトル・ロワイアル』との類似性に関して指摘されている。キングは前出の書評で『ハンガー・ゲーム』と、同書ならびに自身の小説『バトルランナー』および『死のロングウォーク』の類似性に触れ、「(それらを) 読んだ者なら、以前にもこういうテレビの悪地に足を踏み入れたことがあるとすぐに気がつくだろう」と書いた。グリーンも「ほとんど同じ設定が『バトル・ロワイアル』に見られる」と指摘している。コリンズは「その本や著者については、自分の本を提出したときまで聞いたこともなかった。話を聞いた時点で担当編集者に読むべきか訊いたら『いいや、君の頭にあの世界は要らない。今やっていることを続けてくれ』と言われた」と述べている。『ニューヨーク・タイムズ』でスーザン・ドミナスは「コリンズの作品がブロゴスフィアで厚顔無恥な盗作と叩かれるのも納得できるほど、類似は著しい」としながらも、「このプロットラインの元となりうるものは十二分に存在しており、2人の著者が別々に同じ基本設定を思いついた可能性は存分にある」と伝えている。『Cinema Blend』のエリック・アイゼンバーグは、両者のストーリーやテーマにおける相違点を挙げた上で「(『ハンガー・ゲーム』は) 盗作ではなく、似たようなアイディアの違う使い方であるだけだ」と述べている。ロバート・ニシムラは「盗用だといって『バトル・ロワイアル』の肩を持つのは時間の無駄である。なぜなら『ハンガー・ゲーム』は完全に異なる文化的事情を抱えており、また全く同じ題材を扱った他の無数の材料に対しても非礼に当たるからである。コリンズは単に、前から何度も考えていたアイディアを引っ張り出し、ギリシア神話への意図的な参照に足して、創造的な集合意識に至っただけのことである」と書いた。
本書は保護者の間でも議論を呼び、アメリカ図書館協会による2010年の閲覧制限の申請回数が多かった本の5位に挙がった。

## 受賞
『ハンガー・ゲーム』は多くの褒賞を受けた。2008年には『パブリッシャーズ・ウィークリー』と『スクール・ライブラリー・ジャーナル』の年間ベスト、『ニューヨーク・タイムズ』の「重要な児童書」、『ブックリスト』の「エディターズ・チョイス」にそれぞれ名前を連ねた。2009年にはゴールデン・ダック賞とシビルズ賞のヤングアダルト小説部門で受賞を果たした。また、2011年にはカリフォルニア・ヤング・リーダー・メダルを獲得している。

## 影響
『ハンガー・ゲーム』はハーバード・ランプーンによる『The Hunger Pains』や、『The Younger Games』、『The Hunger But Mainly Death Games』といった大量のパロディ作品を生んだ。

### 映画
2009年5月、ライオンズゲートが本書の映画化権を獲得した。脚本はコリンズが自ら執筆したものをビリー・レイが手直しする形で完成された。
映画はゲイリー・ロスが監督を務め、ジェニファー・ローレンスがカットニスを、ジョシュ・ハッチャーソンがピータを、リアム・ヘムズワースがゲイルを演じた。主要撮影は2011年5月23日から2011年9月15日にかけて、すべてノースカロライナ州で行われた。完成した映画は北米では2012年3月23日に公開され、当時としては史上3番目に高額な公開週末の興行収入1億5250万ドルを売り上げた。
続編となる『ハンガー・ゲーム2 燃え広がる炎』の映画化『ハンガー・ゲーム2』はフランシス・ローレンスの監督により2012年9月に撮影が開始され、2013年11月22日に公開された。『Mockingjay』は前後編に分けて製作され、前編が2015年6月に公開される予定である。

### ゲーム
映画の公開に合わせては、『The Hunger Games Adventures』と題されたFacebook向けのソーシャルゲームが公開された。これはライオンズゲートがファンタクティクスと共同で開発したロールプレイイングビデオゲームである。

## 3本指

### タイ軍事クーデター抗議デモ
タイ軍事クーデター抗議デモで人差し指・中指・薬指の3本指を掲げるハンドサインが感謝、敬意、愛する人への別れのシンボルとして用いられた。

### 香港民主化デモ
香港民主化デモでハンガー・ゲームの映画が起源とされる「人さし指と中指、薬指の3本指を突き立てるハンドサイン」がシンボルとして用いられた。

### ミャンマークーデター抗議デモ
ミャンマークーデター抗議デモで「人さし指と中指、薬指の3本指を突き立てるハンドサイン」がシンボルとして用いられた。